# Willemsbrug (Rotterdam)
De Willemsbrug is een brug over de Nieuwe Maas in het centrum van de Nederlandse stad Rotterdam.
De brug verbindt de rechteroever van de Nieuwe Maas met het Noordereiland. De huidige brug is de tweede Willemsbrug. De eerste werd ontworpen door C.B. van der Tak, werd in 1878 opengesteld en vernoemd naar koning Willem III. De tweede brug is ontworpen door Cor Veerling en is opgeleverd in 1981. Veel van de berekeningen voor de nieuwe Willemsbrug zijn gemaakt door de hoofdingenieur G.C. Berwald.

## Geschiedenis
In 1927 werd de brug enkele meters opgevijzeld en van zijn ornamenten ontdaan. Ook werden het fiets- en voetpad naar de buitenzijde van de brug verplaatst, omdat het sterk toegenomen wegverkeer voor steeds gevaarlijkere situaties zorgde. De Willemsbrug was tot de opening van de Maastunnel tijdens de Tweede Wereldoorlog de meest westelijke vaste oeververbinding over de Maas, zodat ook het steeds belangrijker wordende internationale verkeer gebruikmaakte van deze verbinding dwars door het oude centrum van Rotterdam.
De Willemsbrug speelde een belangrijke rol tijdens de Tweede Wereldoorlog. Mariniers uit de nabijgelegen Marinierskazerne aan het Oostplein verdedigden vanaf de Duitse inval op 10 mei 1940 deze brug en de ernaast gelegen spoorbrug en kade 'Boompjes'. De tegenstand van de Nederlandse mariniers was veel sterker dan de Duitsers hadden verwacht. De mariniers wisten de opmars van de Duitse troepen tegen te houden tot de Duitsers besloten het centrum van Rotterdam te bombarderen op 14 mei 1940. Bij de strijd om Maasbruggen begin mei 1940, kwamen 185 Nederlandse militairen en 123 Duitse militairen om het leven. Het aantal burgerslachtoffers is onbekend.

### Nieuwbouw
Al voor de Tweede Wereldoorlog waren er plannen om de oude brug te vervangen. Geldgebrek leidde ertoe dat pas in 1981 de nieuwe tuibrug van Cor Veerling, van de Dienst Gemeentewerken, verwezenlijkt werd. Twee rode jukken van 50 meter hoogte dragen het wegdek. De op- en afritten van de brug zijn enigszins wonderlijk – ze liggen niet in het verlengde van de brug maar maken een bocht van 90 graden. De brug zou in eerste instantie de Maasboulevard rechtstreeks met de Oranjeboomstraat verbinden. Dat stuitte op bezwaren van omwonenden, die niet wilden dat de Oude Haven zou worden doorsneden en de Oranjeboomstraat tot stadssnelweg getransformeerd zou worden. De officiële ingebruikname van de nieuwe brug op 1 juli 1981, was de eerste officiële daad van de toen 14-jarige kroonprins Willem-Alexander. In 1983 werd de nieuwe brug bekroond met de Nationale Staalprijs.

## Afbeeldingen

### Eerste Willemsbrug

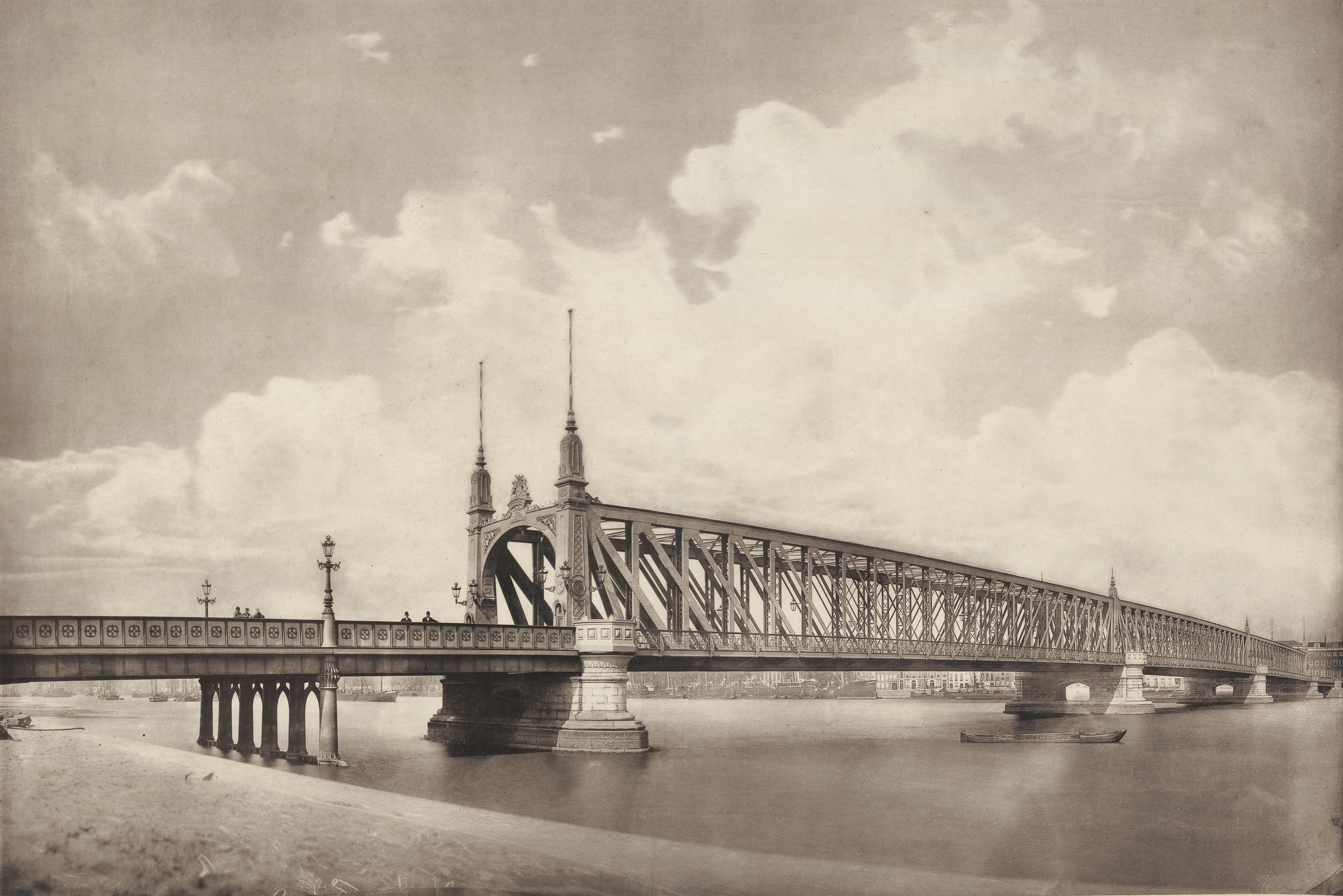
De eerste Willemsbrug anno 1878
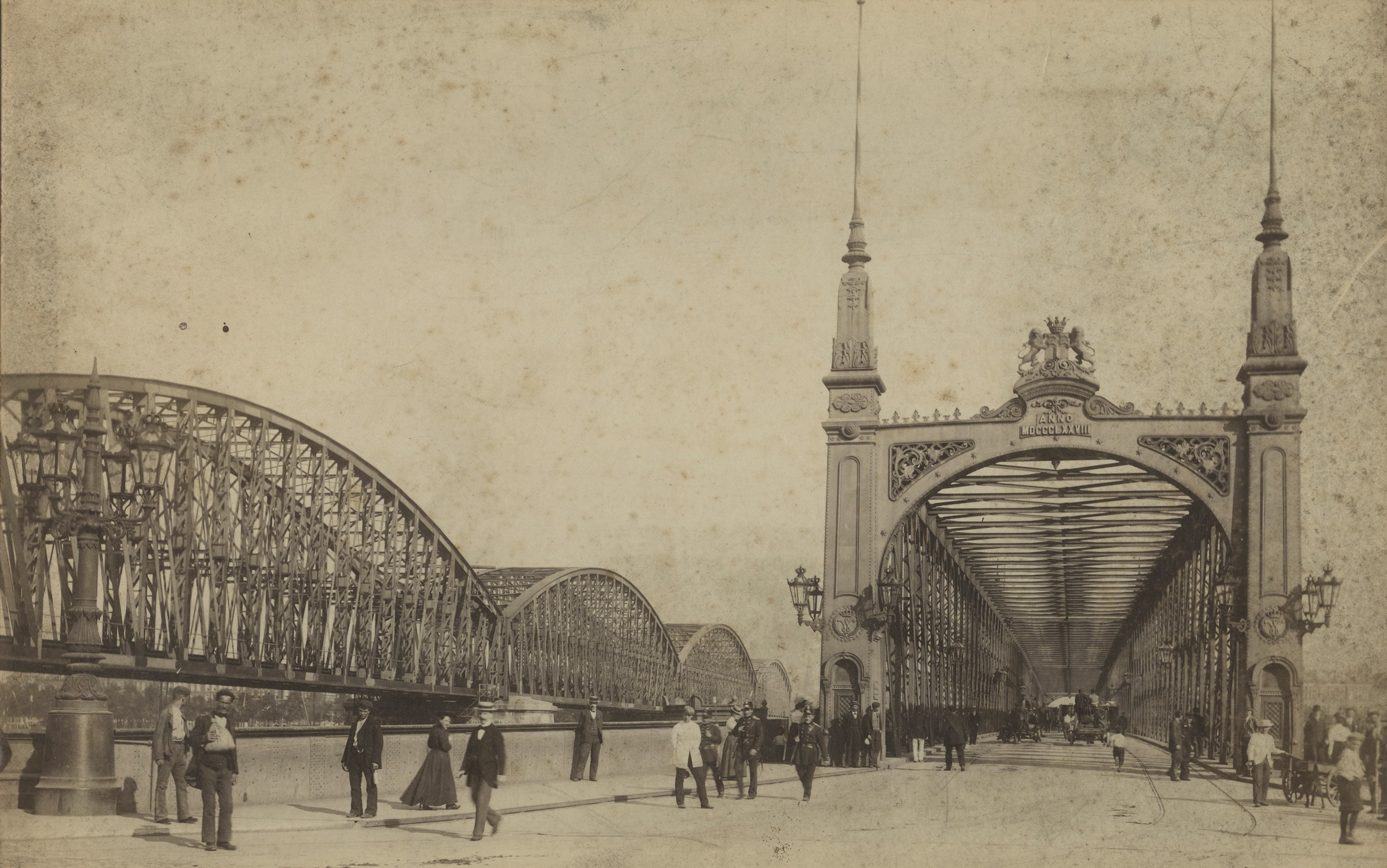
De eerste Willemsbrug in gebruik, omstreeks 1885
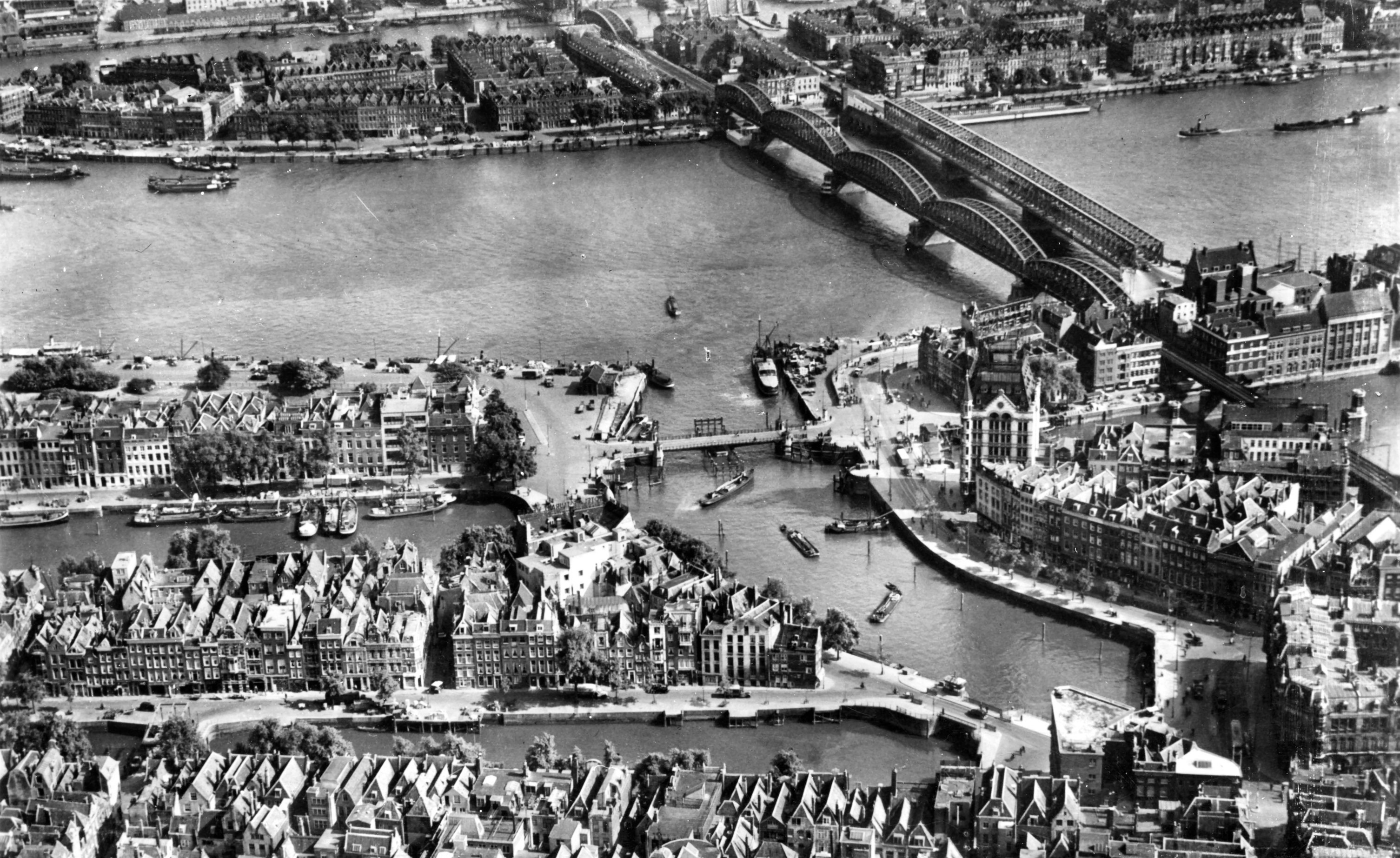
Oude Haven en Maasbruggen 1939
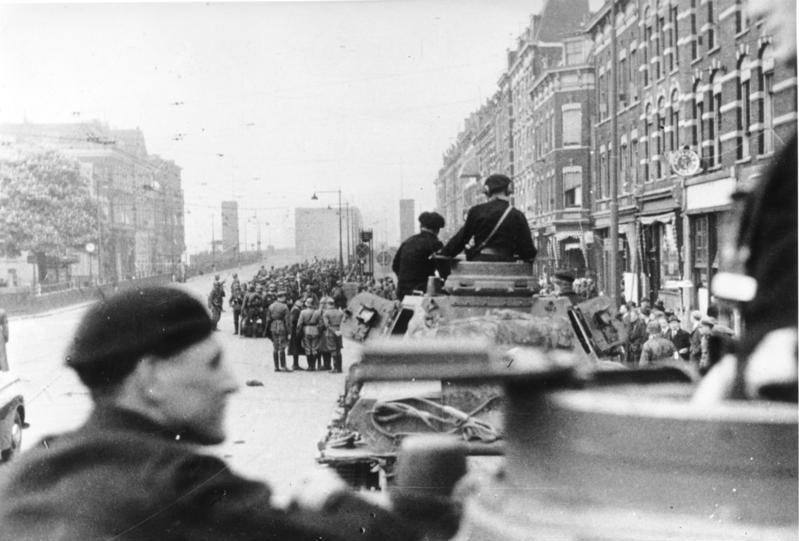
Duitse troepen op het Noordereiland met op de achtergrond de Willemsbrug na de Nederlandse capitulatie
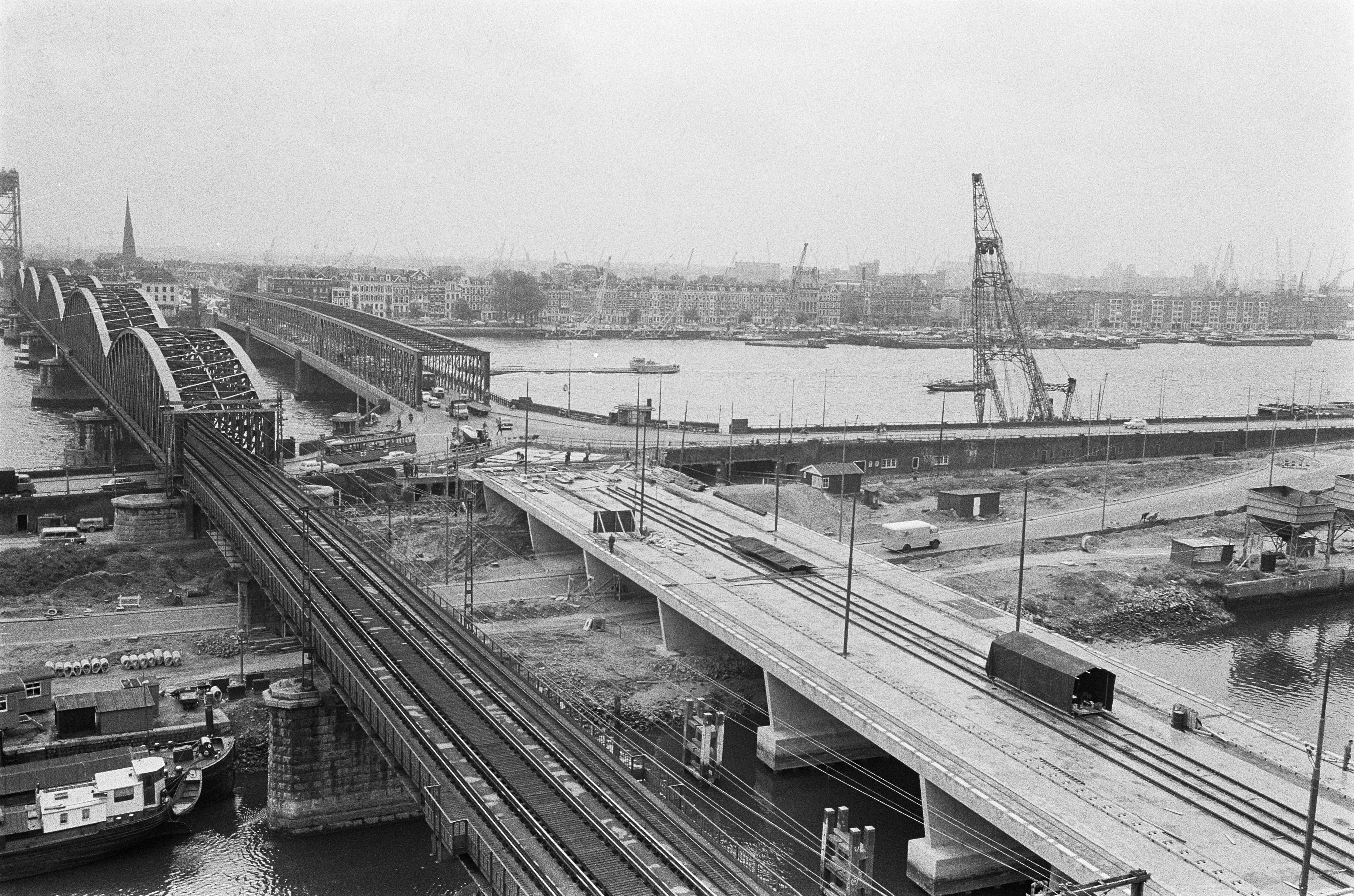
1963
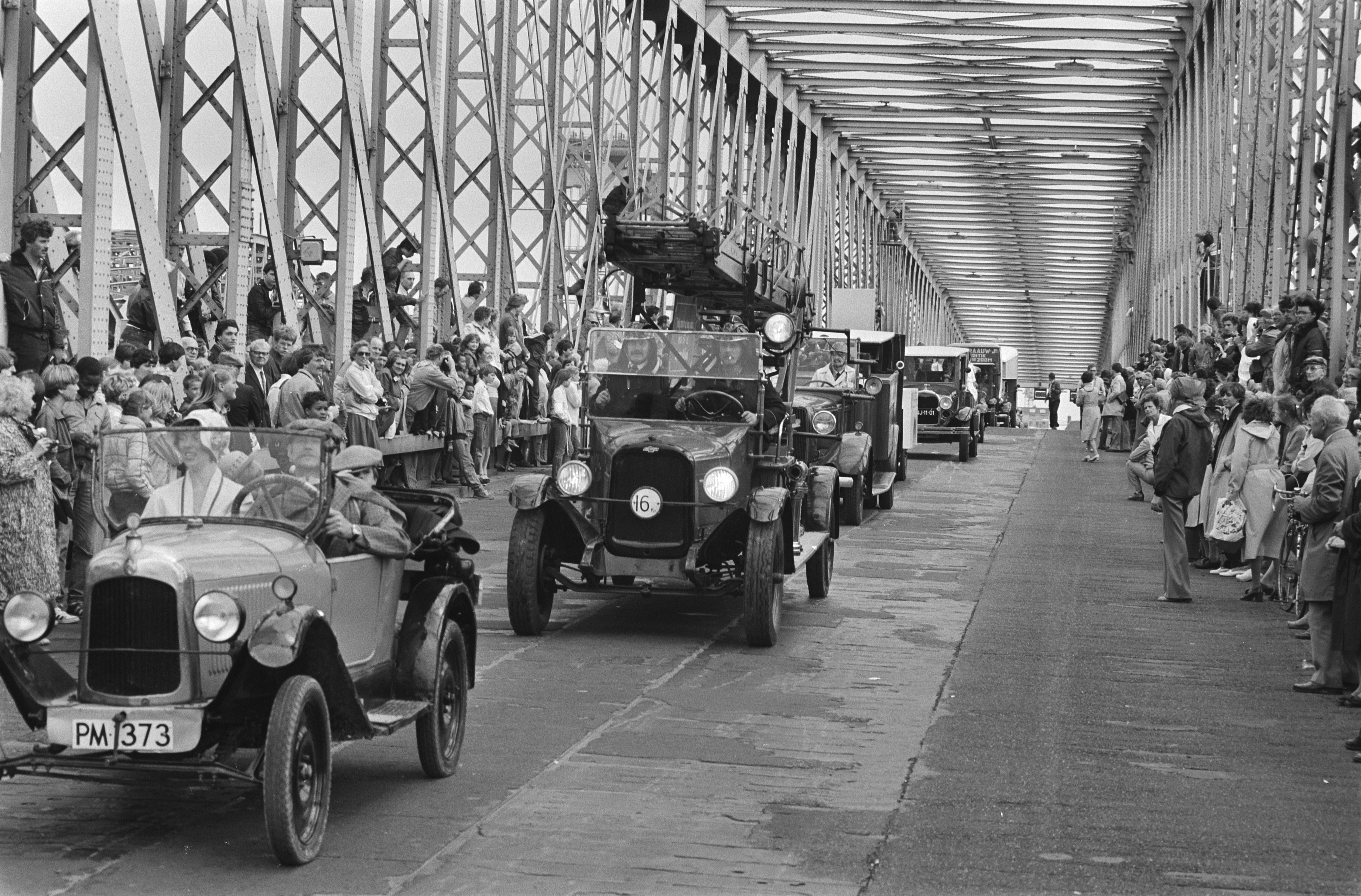
1981
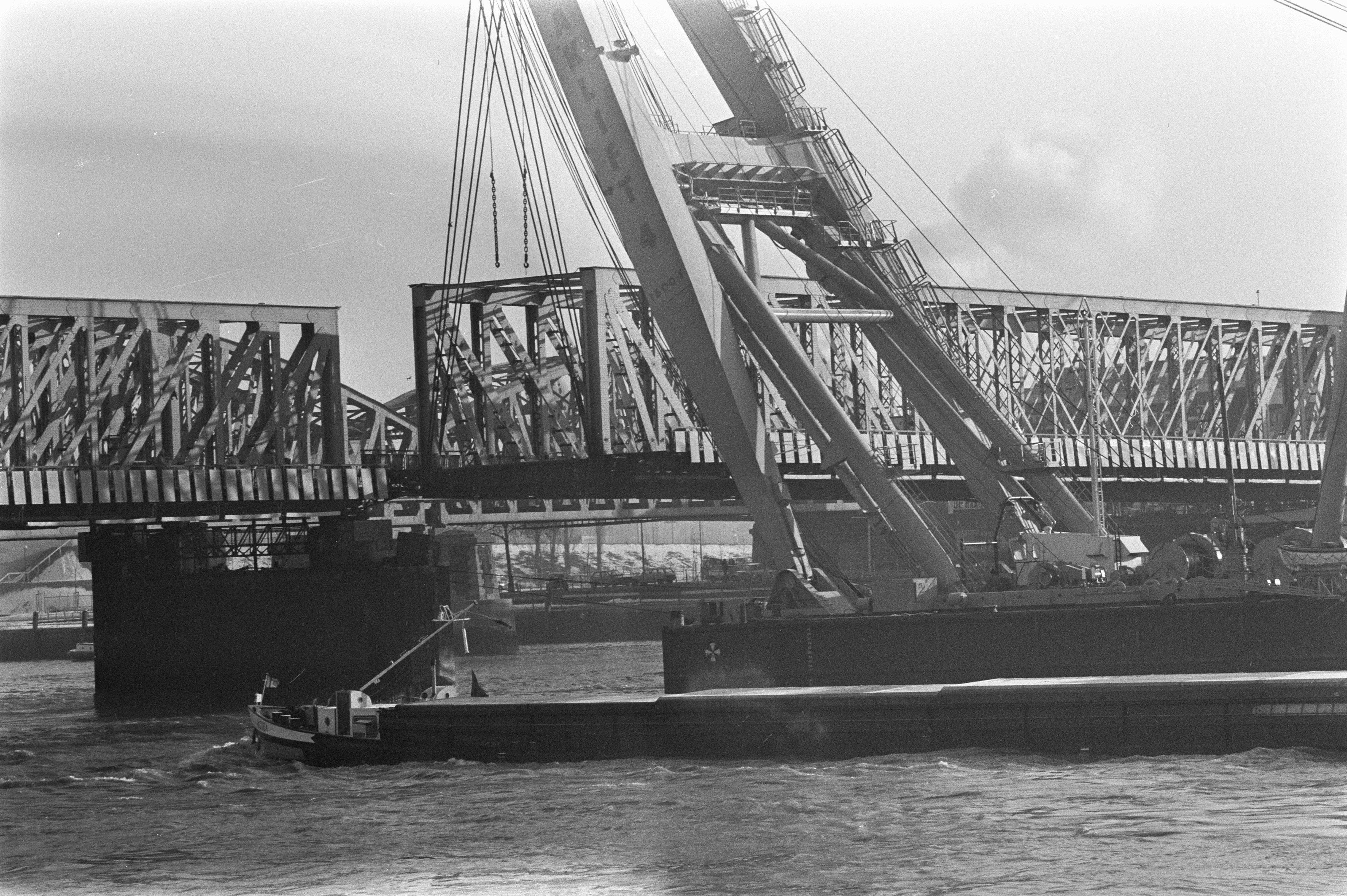
Sloop eerste Willemsbrug in 1981
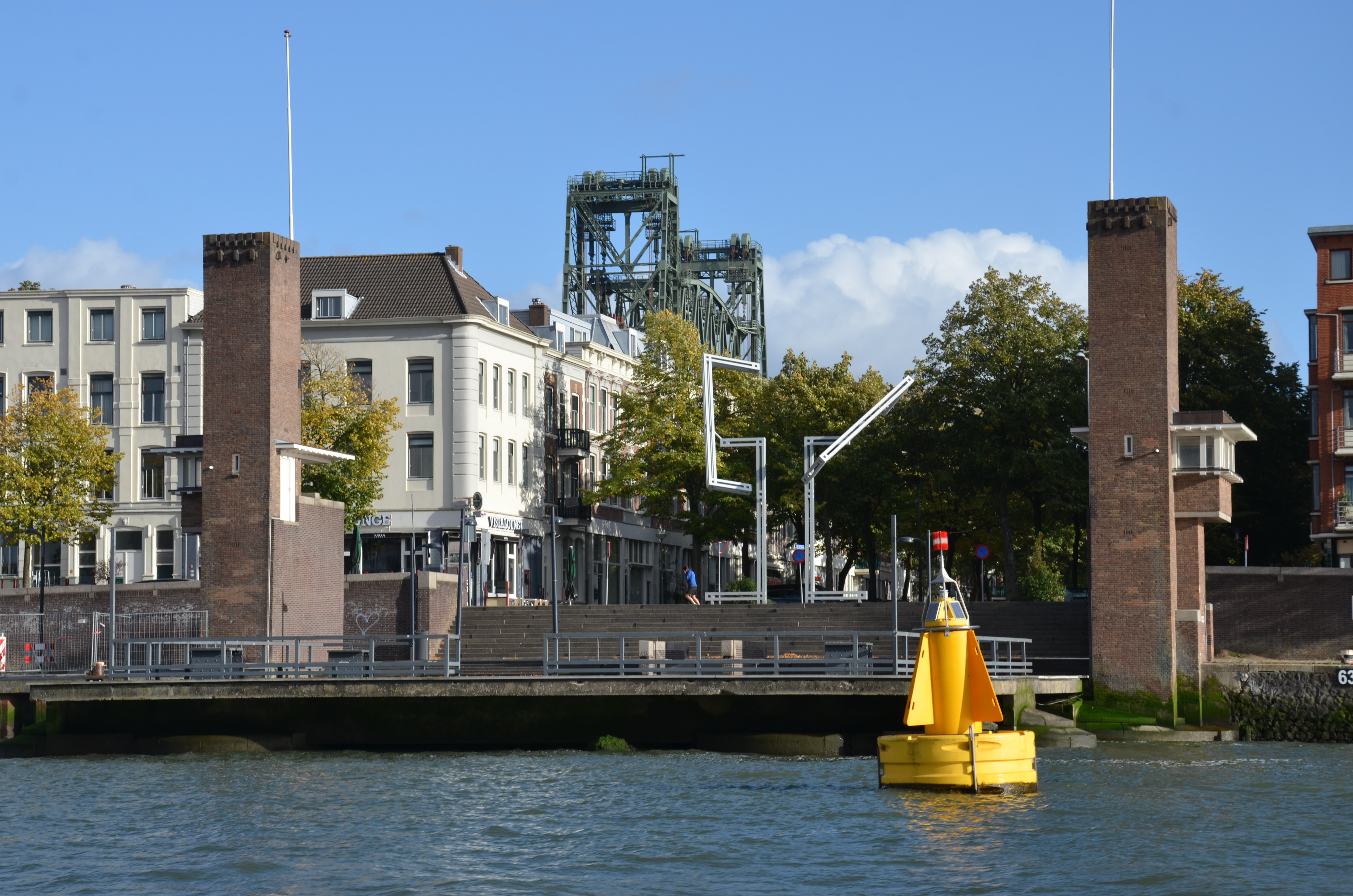
Restanten anno 2018

### Tweede Willemsbrug

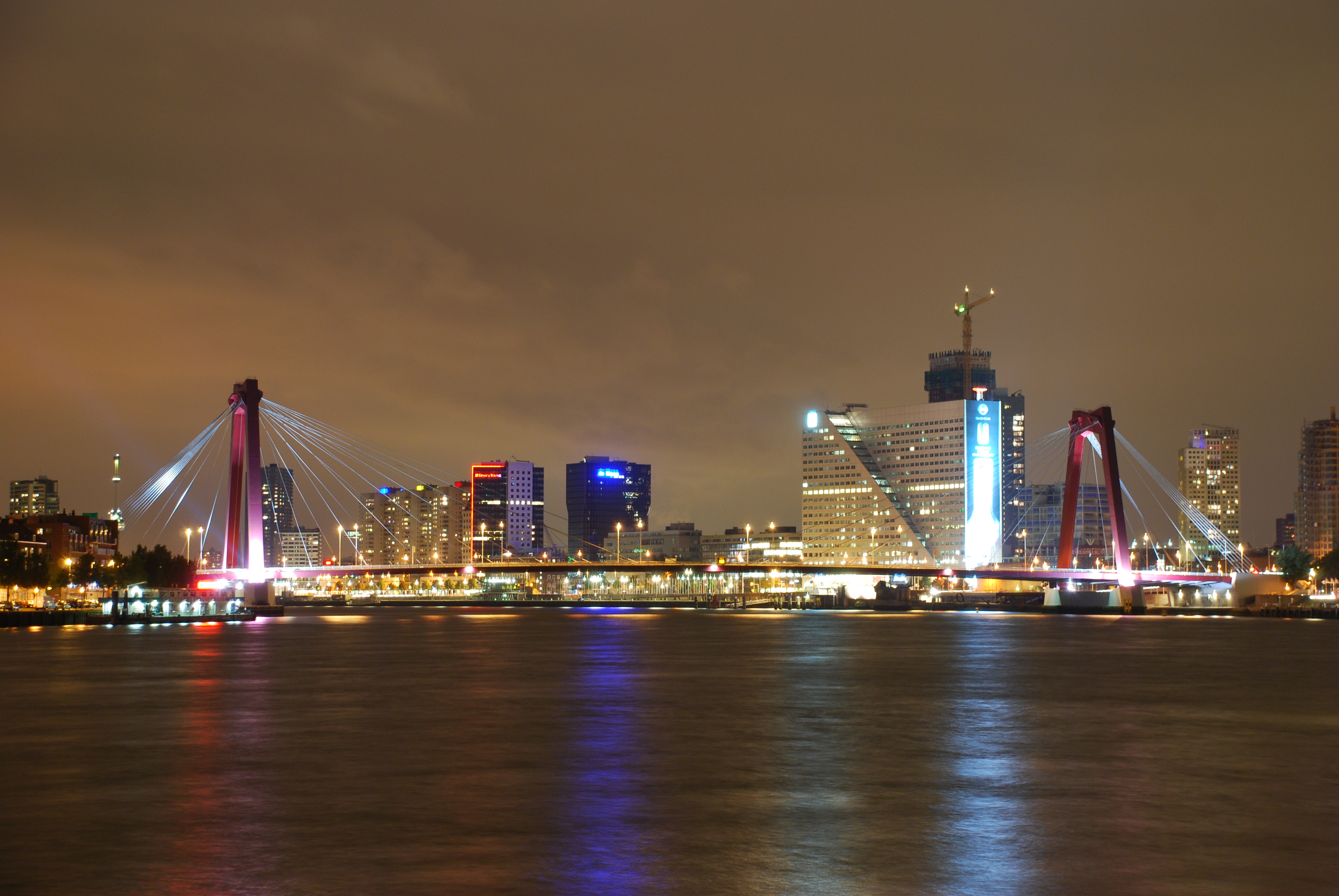
De huidige Willemsbrug 's nachts
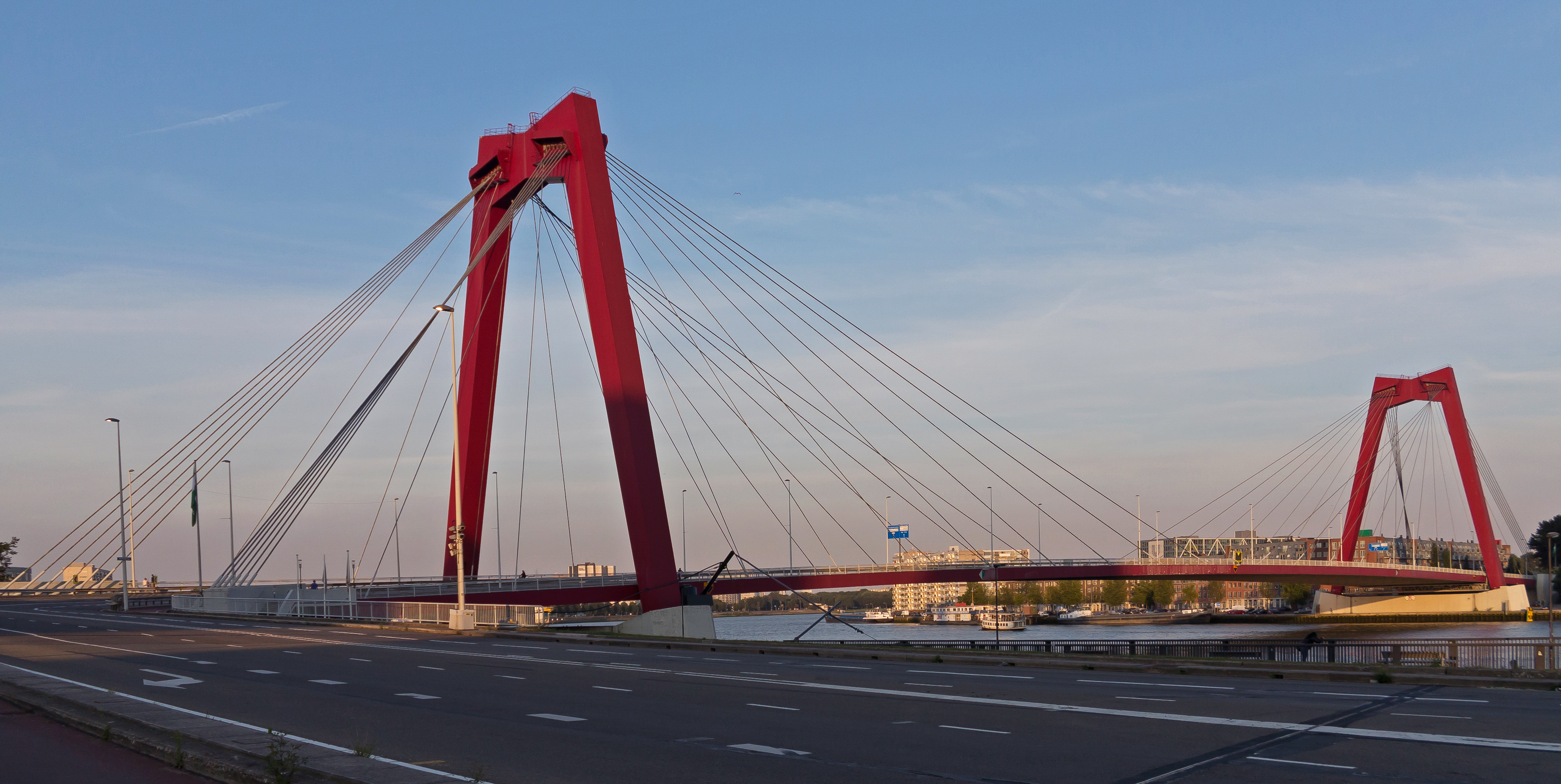
De Willemsbrug
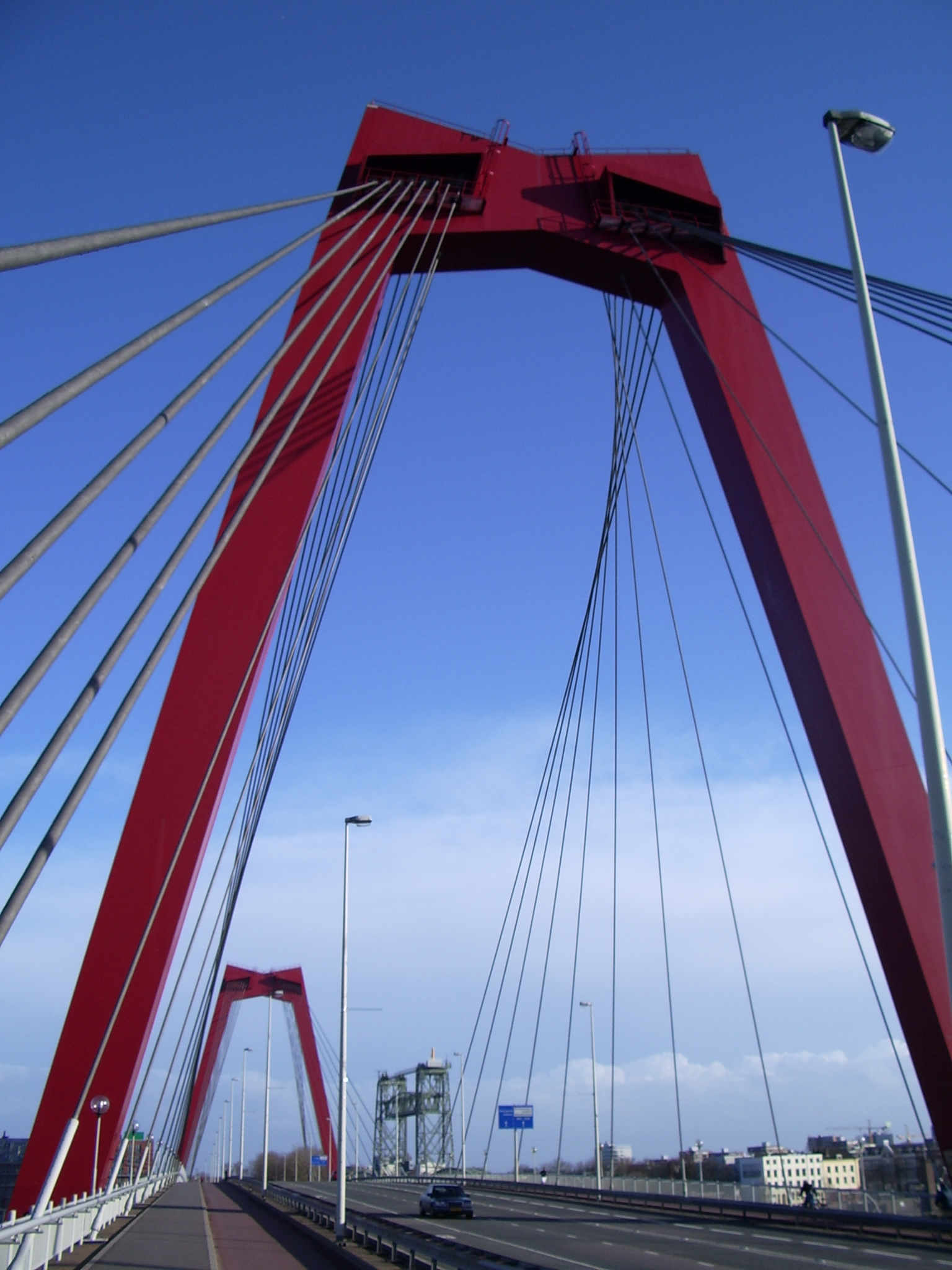
De Willemsbrug, op de achtergrond de Hef.
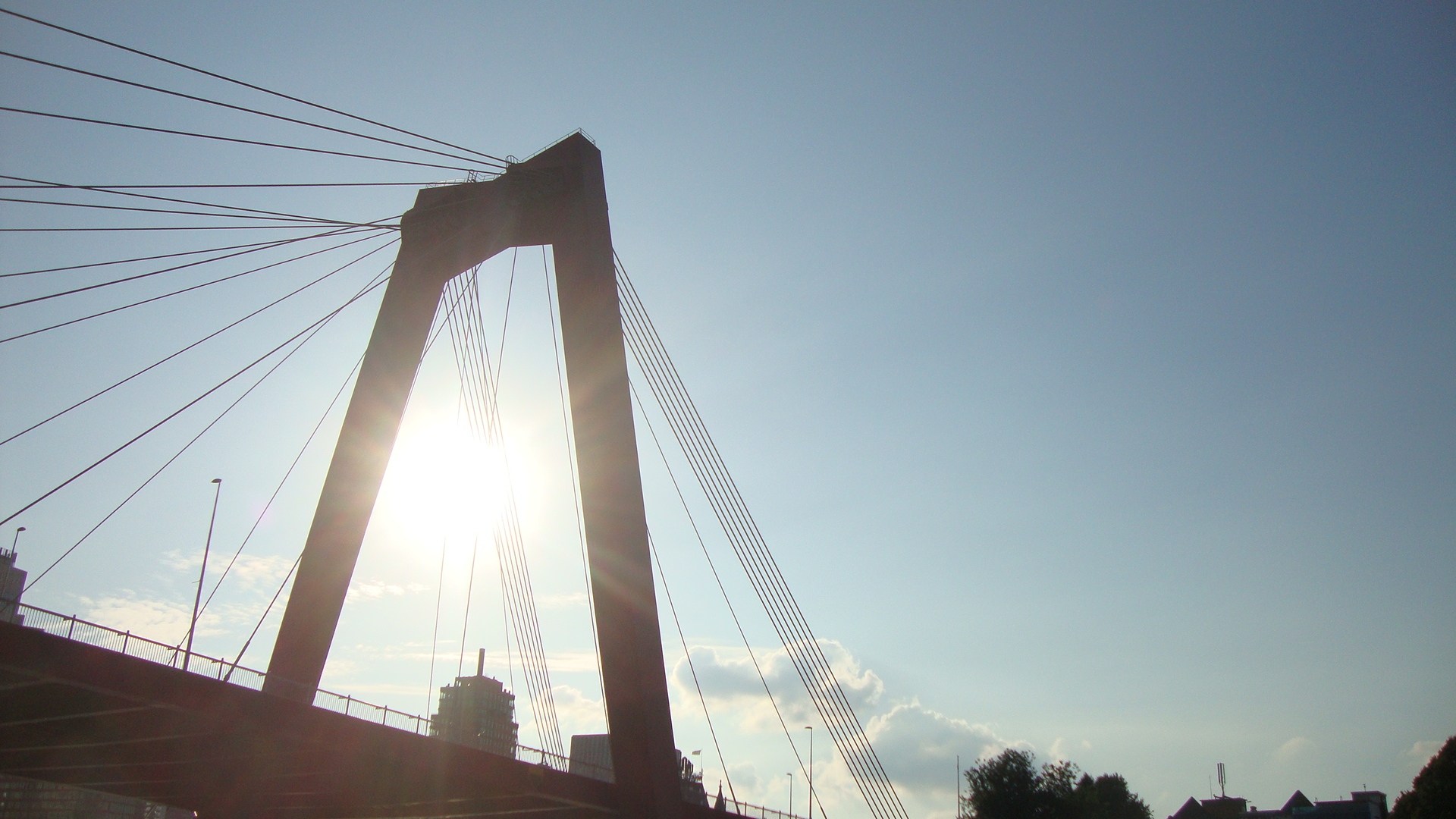
Detail Willemsbrug.
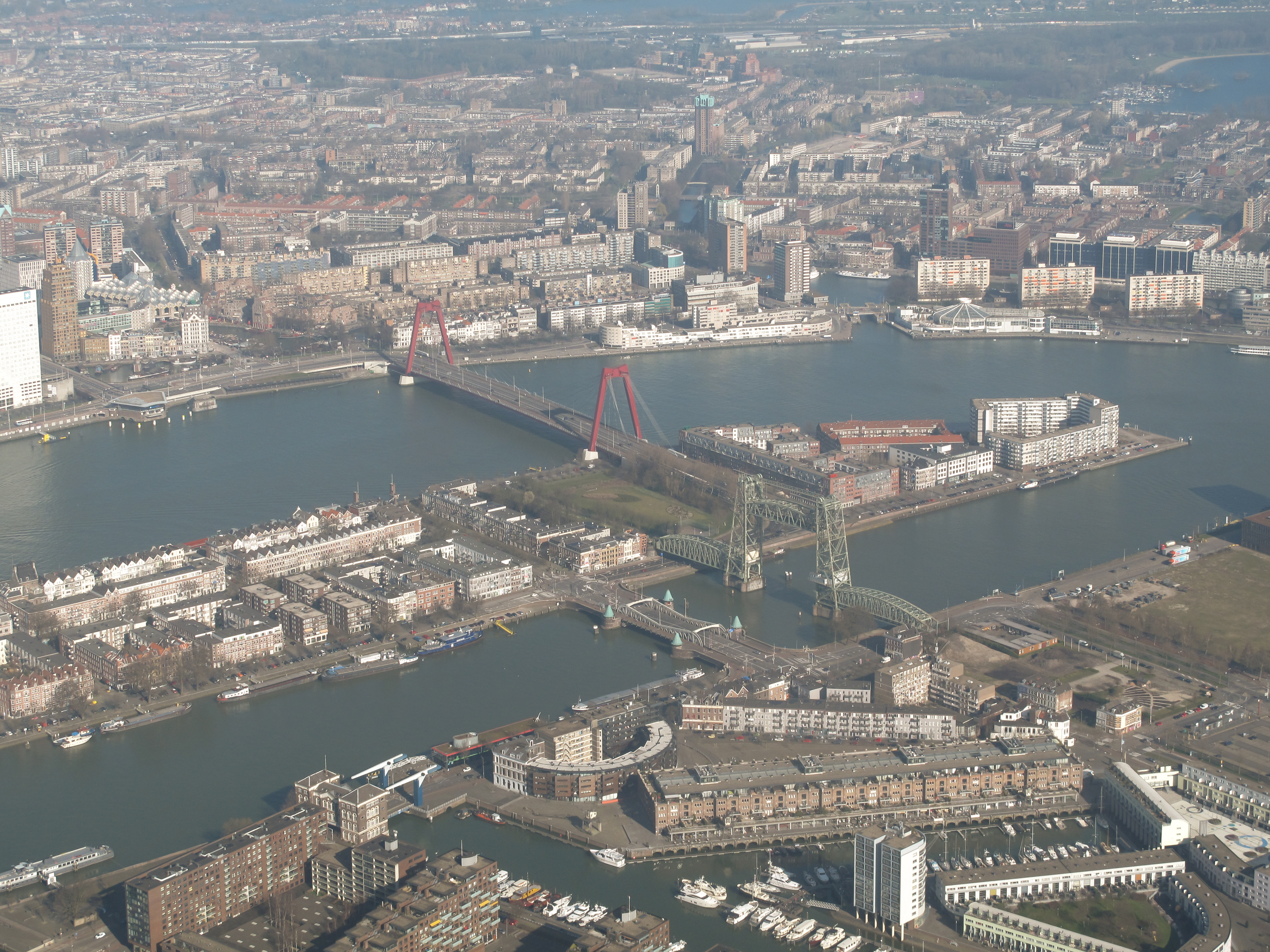
Willemsbrug vanuit de lucht 2014
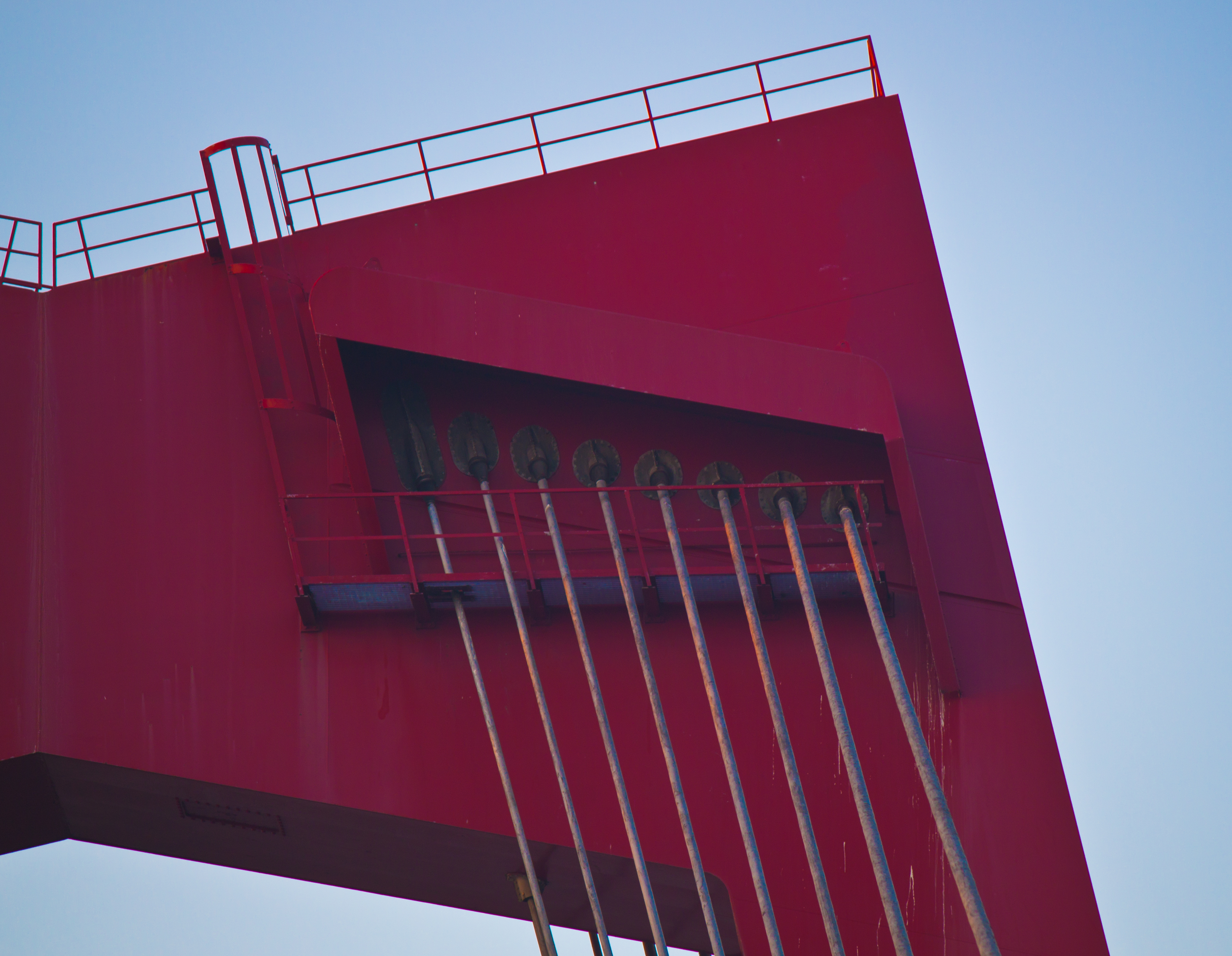
Detail

## Trivia
- Sinds 1985 kan men, via een kijker op zestien meter afstand van een schaalmodel van de oude Willemsbrug tegen de contouren van de nieuwe brug, de oude brug zien liggen alsof die er nog altijd is. Het monument is ontworpen door het kunstenaarscollectief 'Kunst en Vaarwerk' van Cor Kraat, Hans Citroen en Willem van Drunen.
- Tot 1996 maakte deze brug deel uit van het parcours van de Marathon van Rotterdam. Deze gaat sinds 1996 niet meer over deze brug, maar over de verderop gelegen Erasmusbrug.
- In 2025 bleek uit de bijgehouden jaarlijkse metingen, dat door natuurlijke oorzaken de doorvaarthoogte van de brug zo'n 10 cm was afgenomen. De gemeente past de hoogteboorden aan weerszijden van de brug aan naar +11,40 m NAP. Voor de scheepvaart is van belang dat op matrixborden de werkelijke en actuele doorvaarthoogten worden weergegeven.[1]